# North (film)
North is een film uit 1994 onder regie van Rob Reiner, die de film ook produceerde. De film werd negatief ontvangen door de critici, werd genomineerd voor de Golden Raspberry Award en bracht in Amerika slechts 7.000.000 dollar op uit een budget van 40.000.000 dollar.

## Verhaal
De 11-jarige North is een jongen die niet meer bij zijn ouders wil wonen. Hij besluit daarom ook weg te lopen en de wijde wereld in te gaan om een nieuwe familie samen te stellen. Zijn ouders keuren dit natuurlijk niet goed, maar met de hulp van een advocaat en een verknipte rechter lukt het North legaal op zichzelf te wonen. In een bepaalde tijd is hij nu ouders aan het zoeken, maar realiseert zich langzaam dat zijn ouders zo slecht nog niet zijn.

## Rolverdeling
| Acteur              | Personage     |
| ------------------- | ------------- |
| Elijah Wood         | North         |
| Jason Alexander     | Norths vader  |
| Julia Louis-Dreyfus | Norths moeder |
| Marc Shaiman        | Pianospeler   |
| Bruce Willis        | Verteller     |
| Arthur Belt         | Jon Lovitz    |
| Alan Arkin          | Judge Buckle  |
| Dan Aykroyd         | Pa Tex        |
| Reba McEntire       | Ma Tex        |
| Graham Greene       | Alaskan Dad   |
| Kathy Bates         | Alaskan Mom   |
| Alexander Godunov   | Amish Dad     |
| Kelly McGillis      | Amish Mom     |
| Faith Ford          | Donna Nelson  |
| John Ritter         | Ward Nelson   |
| Scarlett Johansson  | Laura Nelson  |